# Strona de Omegna
La Strona de Omegna (en piamontés,  Stron-a d'Omegna ) es un río del norte de Italia, afluente por la derecha del río Toce y que discurre por la región del Piamonte. Tiene una longitud de 28.5 65 km y una cuenca hidrográfica de 235 km².

## Etimología
El nombre Strona viene desde la raíces célticas storn o strom (aqua corriente, río). Omegna es el centro principal que se encuentra a lo largo del curso del río.

## Curso del río
La Strona nace desde el lago della Capezzone y desciende el valle homónimo hasta Omegna. Desde aquí gira a la izquierda y desemboca al final en el Toce por la derecha cerca de Gravellona Toce.

## Principales afluentes
Los principales afluentes de la Strona:
por la izquierda: 
- río Grosa,
- río Bagnone;

por la derecha:
- río Nigoglia.